# Aggressors of Dark Kombat
Aggressors of Dark Kombat (痛快ガンガン行進曲, Tsuukai GANGAN Koushinkyoku au Japon) est un jeu vidéo de combat développé par ADK et édité par SNK en 1994 sur Neo-Geo MVS, Neo-Geo AES et en 1995 sur Neo-Geo CD (NGM / NGH 074),,.

## Réédition
- Console virtuelle (Japon)